# Duras
Duras, cunoscut și sub numele de Diurpaneus a fost rege al dacilor între anii 85 și 87, pe vremea când Imperiul Roman era guvernat de Domitian. 
În iarna lui 85, Diurpaneus a pustiit malurile sudice ale Dunării care erau de mai multă vreme apărate de romani. Gaius Oppius Sabinus⁠(d), care a fost comandant în acele locuri după Agrippa, a înțeles aceste lucruri, a strâns o armată și a pornit la luptă cu geții. Diurpaneus, cu poporul său, l-a învins și l-a decapitat pe acest Oppius Sabinus. Când s-a aflat aceasta la Roma, în oraș s-a produs mare spaimă, deoarece mulțimea se temea că dușmanul învingător va pătrunde în interiorul imperiului și va devasta totul. Din această cauză, Domițian a fost nevoit să treacă, cu întreaga sa armată în Iliria și Moesia, ultima împărțită acum în Superior și Inferior, poruncind unui comandant al său, Cornelius Fuscus, să treacă peste Dunăre. 
Geto-Dacii nu au întârziat să pună mâna pe arme și, încă de la prima ciocnire, au reușit să obțină împotriva romanilor o importantă victorie, cucerind tabăra acestora printr-o ambuscadă (probabil pe valea Oltului). În aceste condiții, la cca. 87, Duras a cedat puterea lui Decebal, ce se pare că se remarcase deja în luptele cu romanii. (adaptare după Heinrich Pantaleonis)
Cedarea conducerii de către Duras s-a făcut în mod pașnic, fără resentimente, acesta continuând să trăiască într-unul dintre palatele sale de la Sarmisegetuza, fiind în același timp sfetnic regelui Decebal.